# Rictrude (géant)
Rictrude est l'un des géants de processions et de cortèges de la ville d'Abscon. Elle rend hommage à sainte Rictrude. Elle est la femme du géant Adalbaud.

## Histoire
Le géant Rictrude est fabriqué en 2005.

## Origine
Sainte Rictrude est peu connue mais elle est l'une des figures de proue de la christianisation du Nord de la Gaule.
En 632, elle épouse le duc Adalbaud. Dix ans plus tard, veuve, elle hérite d'une grande fortune.
Retirée en 646, près de Marchiennes, elle utilise cet argent pour fonder et diriger un monastère féminin, jusqu'en 687, année de sa mort. Elle a aussi fondé un monastère pour hommes à côté du monastère des femmes.